# Vendelín Grünwald
Vendelín Grünwald (19. října 1812 Dolní Břežany – 23. května 1885 Smíchov) byl český právník a politik – docent právnické fakulty v Praze, advokát v Českých Budějovicích a dlouholetý poslanec Českého zemského sněmu. Zasloužil se o povzbuzení národního života především v jižních Čechách.

## Biografie

### Studium
Studoval gymnázium a filozofii v Praze, odkud přešel na právnickou fakultu do Vídně. Získal tam titul doktora práv a nastoupil do advokátní kanceláře dr. Mühlfelda. Rovněž působil jako soukromý vychovatel u hraběte Harracha. Ve Vídni se Grünwald také zapojil do činnosti českých vlasteneckých organizací. Stal se nejprve vedoucím Českoslovanského klubu a v roce 1848 předsedou Česko-moravsko-slezského spolku, jehož cílem bylo informovat slovanské obyvatelstvo ve Vídni o politických otázkách.

### Učitel
Když byla v roce 1848 povolena školní výuka v češtině, vrátil se Grünwald do Prahy a přijal místo docenta občanského zákoníku s českým vyučovacím jazykem na právnické fakultě v Praze. Byl úspěšný a oblíbený, ale z politických důvodů jej v době Bachova absolutismu odmítli jmenovat profesorem. Vzdal se proto učitelského místa a otevřel si roku 1854 advokátní kancelář v Českých Budějovicích.

### Politická dráha
Vendelín Grünwald patřil k Národní straně (staročeské). V dobovém českém tisku byl líčen jako žádaný člen výborů a komisí, kde využíval své vzdělání, zkušenosti i řečnickou obratnost. V doplňovacích volbách v dubnu 1861 byl zvolen do Českého zemského sněmu, kde zastupoval kurii městskou, obvod Třeboň, Lišov, Týn n. Vltavou. Nahradil Antona Forgácha, který byl v předchozích řádných zemských volbách v roce 1861 zvolen ve dvou obvodech a v tomto mandát nepřijal. V roce 1861 se rovněž stal i poslancem Říšské rady (kurie městská, obvod Třeboň, Lišov, Týn n. Vltavou). Na mandát poslance ve Vídni rezignoval dopisem 15. května 1863.
Grünwald zde ve stejném volebním obvodu uspěl i v řádných zemských volbách v lednu 1867 a zemských volbách v březnu 1867. V srpnu 1868 patřil mezi 81 signatářů státoprávní deklarace českých poslanců, v níž česká politická reprezentace odmítla centralistické směřování státu a hájila české státní právo. Čeští poslanci tehdy praktikovali politiku pasivní rezistence, při níž odmítali aktivně vykonávat své mandáty. Grünwald byl proto zbaven mandátu pro absenci v září 1868. Manifestačně byl znovu zvolen v září 1869. Uspěl i v řádných zemských volbách v roce 1870 a o rok později se znovu dostal i do Říšské rady (kurie venkovských obcí v Čechách), ale v rámci odporu českých, národovecky orientovaných politiků proti nenaplnění českých státoprávních aspirací mandát nepřevzal, až byl 23. února 1872 prohlášen pro absenci za zaniklý.
Znovu byl zvolen v zemských volbách v roce 1872. Pasivní rezistence pokračovala, takže mandát opakovaně ztrácel a byl znovu formálně volen. Takto uspěl v doplňovacích volbách roku 1873, doplňovacích volbách roku 1874, doplňovacích volbách roku 1875 a doplňovacích volbách roku 1876. Po řádných zemských volbách v roce 1878 již mandát aktivně převzal.
Během funkčního období v Zemském sněmu krátce rezignoval, ale roku 1881 byl ve volbách opětovně potvrzen za poslance. V zemských volbách v roce 1883 usedl na Český zemský sněm za kurii obchodních a živnostenských komor, obvod Budějovice. V roce 1879 také opět získal křeslo v Říšské radě v přímých volbách roku 1879 (za městskou kurii, obvod Třeboň, Jindřichův Hradec). Připojil se k Českému klubu (jednotné parlamentní zastoupení, do kterého se sdružili staročeši, mladočeši, česká konzervativní šlechta a moravští národní poslanci). Poslancem Říšské rady byl až do rezignace oznámené na schůzi 4. prosince 1883, zemským poslancem byl do své smrti o dva roky později.

### Další činnost
V Českých Budějovicích společně s biskupem Jirsíkem prosadil otevření českého gymnázia. Byl významným národním buditelem v jižních Čechách, snažil se o podporu vzdělání a posílení českých zájmů na regionální úrovni. V letech 1862–1883 byl předsedou českého kulturně osvětového a politického spolku Beseda českobudějovická. Jakožto předseda Besedy se po Jirsíkově smrti roku 1883 stal členem vzniklého osmičlenného Sboru pro vystavění pomníku biskupu Jirsíkovi.

### Úmrtí
Vendelín Grünwald zemřel v roce 1885 a byl pohřben na vyšehradském hřbitově. V Českých Budějovicích po něm byla pojmenována ulice Grünwaldova. Jméno této ulice převzala také Základní škola Grünwaldova.